# Neuendorf (Löwenberger Land)
Neuendorf (ⓘ) ist ein Ortsteil der Gemeinde Löwenberger Land im Norden des Landes Brandenburg.

## Geographie

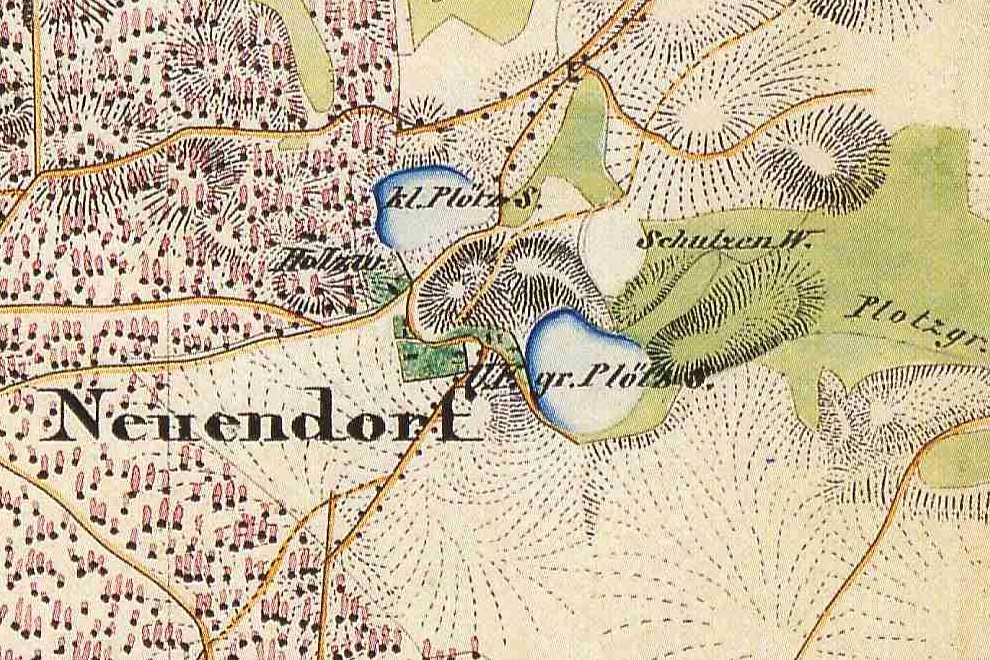
Neuendorf auf einem Messtischblatt der Preußischen Uraufnahme von 1840

Neuendorf liegt am naturräumlichen Übergang von der Rüthnicker Heide zur Zehdenick-Spandauer Havelniederung. Die Ortslage erstreckt sich südwestlich des Großen Plötzsees und des Kleinen Plötzsees; letzterer liegt bereits auf dem Gebiet von Teschendorf. Zum Ortsteil gehören die Wohnplätze Forsthaus Kerkow, Neuhof und Neuhof-Siedlung. Neuendorf grenzt im Norden an den Ortsteil Linde, im Osten an die Ortsteile Teschendorf, Grüneberg und Nassenheide, im Süden an Exklaven der Ortsteile Großmutz und Grieben sowie im Süden und Westen an die Stadt Kremmen.

## Geschichte
Neuendorf wurde 1271 als Niendorp erstmals urkundlich erwähnt. Bis zur Aufhebung der Grundherrschaft 1872 gehörte es zur Herrschaft Löwenberg und bildete damit einen Teil des Landes Löwenberg. 1459 wurde Neuendorf als Kirchdorf bezeichnet. Allerdings ist unsicher, ob es zu diesem Zeitpunkt noch bewohnt war. Spätestens im 16. Jahrhundert war Neuendorf wüst gefallen. 1608 gab es in Neuendorf einen Wirtschaftshof, der als Wohnsitz eines Adligen gedient haben könnte. Ab spätestens 1699 war Neuendorf ein Vorwerk des Gutes Löwenberg. 1800 wurde es zu Teschendorf gezählt.
1817 kam der Ort vom Glien-Löwenbergischen Kreis der Mark Brandenburg zum Kreis Ruppin der neuen Provinz Brandenburg. 1840 war Neuendorf ein Rittergut und Forstrevier, zu dem das Forsthaus Liebenberg gehörte. Im Jahr 1900 bildeten die Kolonie und das Gut Neuendorf einen Gutsbezirk, zu dem unter anderem die Kolonie Schleuen gehörte. 1927 wurden rund 1018 ha aus den Gemarkungen Kerkow, Teschendorf und Löwenberg einschließlich des Forsthauses Kerkow in den Gutsbezirk Neuendorf umgemeindet. 1928 wird der Gutsbezirk in die Landgemeinde Neuendorf umgewandelt. 1946 wurden im Rahmen der Bodenreform in der Sowjetischen Besatzungszone rund 264 ha Bodenfläche aufgeteilt. Eine Landwirtschaftliche Produktionsgenossenschaft wurde 1952 gegründet.
Seit der Verwaltungsreform von 1952 gehörte Neuendorf zum Kreis Oranienburg des Bezirks Potsdam. Von 1992 bis 2003 wurde die Gemeinde Neuendorf durch das Amt Oranienburg-Land verwaltet und wurde 1993 Teil des neuen Landkreises Oberhavel. Am 31. Dezember 2001 wurde Neuendorf in die Gemeinde Löwenberger Land eingemeindet und bildet seitdem einen Ortsteil.

## Einwohnerentwicklung
Die folgende Tabelle zeigt die Einwohnerentwicklung von Neuendorf zwischen 1875 und 1996 im Gebietsstand des jeweiligen Stichtages:
| Stichtag      | Einwohner | Bemerkungen                        |
| ------------- | --------- | ---------------------------------- |
| 1. Dez. 1875  | 201       | Volkszählung                       |
| 1. Dez. 1890  | 156       | Volkszählung                       |
| 1. Dez. 1910  | 117       | Volkszählung                       |
| 16. Juni 1925 | 150       | Volkszählung                       |
| 16. Juni 1933 | 187       | Volkszählung                       |
| 17. Mai 1939  | 187       | Volkszählung                       |
| 29. Okt. 1946 | 299       | Volkszählung                       |
| 31. Aug. 1950 | 308       | Volkszählung                       |
| 31. Dez. 1964 | 224       | Volkszählung                       |
| 1. Jan. 1971  | 212       | Volkszählung                       |
| 31. Dez. 1981 | 196       | Volkszählung                       |
| 3. Okt. 1990  | 168       | Tag der Deutschen Einheit          |
| 31. Dez. 2000 | 188       | letzter Stichtag vor Eingemeindung |